# Семь великих певиц

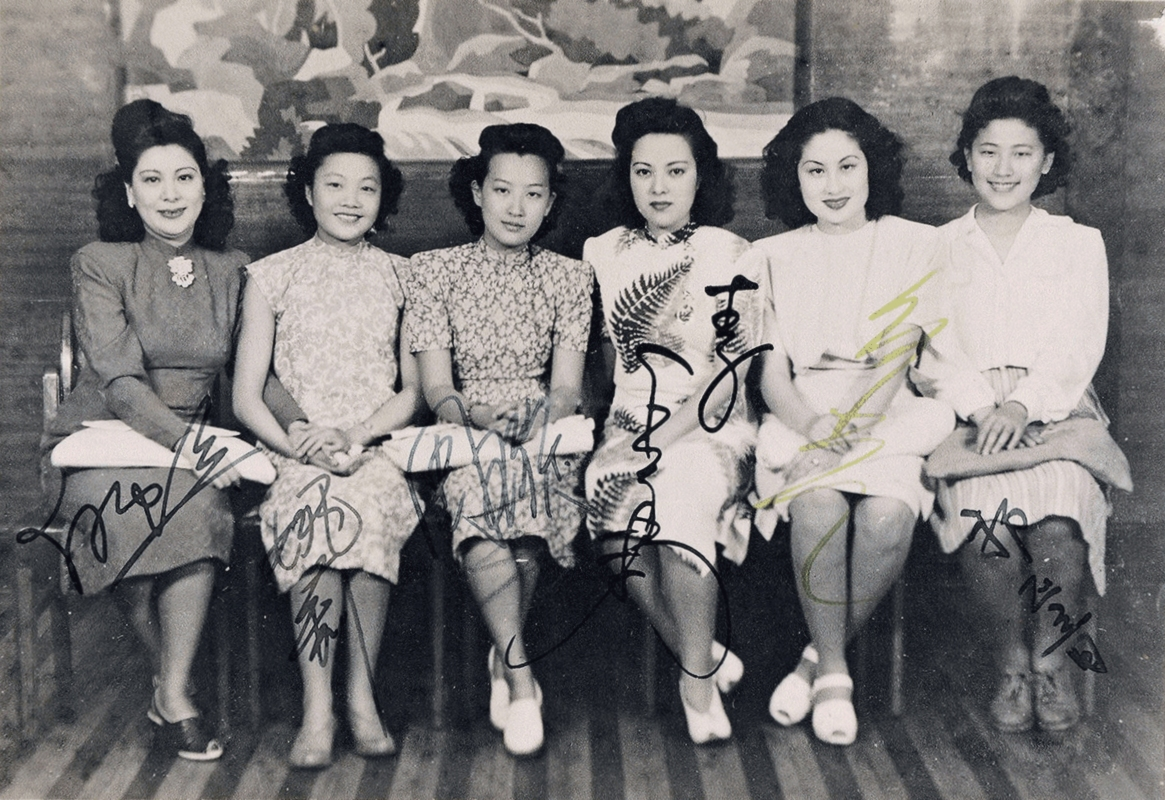
Шестеро из семи певиц, слева направо: Бай Хун, Яо Ли, Чжоу Сюань, Ли Сянлань, Бай Гуан, У Инъинь; на фотографии отсутствует Гун Цюся

Семь великих певиц (кит. упр. 七大歌星, пиньинь qīdà gēxīng, палл. Цида Гэсин) — семь самых известных певиц Китая в 1940-х годах.

## История
Некоторые из певиц снимались в кино и их музыка играла заметную роль в развитии кинематографа Китая. Они доминировали в китайской поп-музыкальной индустрии в 1930-х и 1940-х годах, которая была сосредоточена в Шанхае, и часто исполняли песни в жанре, известном как шидайцюй (кит. 時代曲). Первыми, в 1930-е годы, стали известны Чжоу Сюань, Гун Цюся, Яо Ли и Бай Хун. В 1940-е годы, Бай Гуан, Ли Сянлань, У Инъинь также стали популярными. Так, эти семеро стали одними из выдающихся исполнителей своего периода.
С 1937 по 1945 годы Шанхай был захвачен японцами. Ли Сянлань, будучи японкой, стала известна в этот период, хотя о её происхождении в то время никто не знал. После 1949 года началась большая миграция людей из Шанхая в Гонконг, и Коммунистическая партия Китая также осудила шанхайскую популярную музыку, назвав её «желтой музыкой» (кит. 黃色歌曲). Кино и музыкальная индустрия перебрались в Гонконг в 1940-х годах, а в 1950-е Гонконг стал центром индустрии развлечений. В то время, как некоторые из семи певиц продолжал выступать на протяжении многих лет, Чжоу Сюань умерла в 1957 году и Бай Гуан перестала записываться в 1959 году.

## Певицы
| Имя        | Прозвище                                                 | Китайское имя | Годы жизни | Известные хиты |
| ---------- | -------------------------------------------------------- | ------------- | ---------- | --- |
| Бай Гуан   | Королева низкого голоса (低音歌后)                       | 白光          | 1921-1999  | «В ожидании твоего возвращения» (等著你回來) «Лицемер» (假正經) «Осенняя ночь» (秋夜) «Если бы у меня не было тебя» (如果沒有你) «Душа окутана воспоминаниями» (魂縈舊夢)                      |
| Бай Хун    | Белая радуга                                             | 白虹          | 1919-1992  | «Он подобен весеннему ветру» (郎是春日风) «Пьянящая губная помада» (醉人的口紅) |
| Гун Цюся   | Большая сестра                                           | 龔秋霞        | 1916-2004  | «С наилучшими пожеланиями» (祝福) «Девушка в осенней воде» (秋水伊人) «Человек во сне» (夢中人)                                                                                                |
| Ли Сянлань | Ри Коран Ёсико Ямагути (山口淑子) Ёсико Отака (大鷹淑子) | 李香蘭        | 1920-2014  | «Конфеты продают песни» (賣糖歌) «Аромат ночи» (夜來香) «Ноктюрн Сучжоу» (苏州夜曲) «Буревестник» (海燕) «Если бы я встретил вас, прежде чем женился» (恨不相逢未嫁时)                         |
| У Инъинь   | Королева носового голоса (鼻音歌后)                      | 吳鶯音        | 1922-2009  | «Большое горе» (斷腸紅) «Яркая луна посылает возлюбленного через тысячу ли» (明月千里寄相思) «Вся природа оживает весной» (大地回春) «У меня есть любовь» (我有一段情)                         |
| Яо Ли      | Серебряный голос (銀嗓子)                                | 姚莉          | 1922-2019  | «Роза, роза, я люблю тебя» (玫瑰玫瑰我愛你) «Встретиться снова» (重逢) «Разрешите Вас поздравить» (恭喜恭喜) «Любовь, которая вряд ли у меня будет» (得不到的愛情) «Тоска на продажу» (賣相思) |
| Чжоу Сюань | Золотой голос (金嗓子)                                   | 周璇          | 1918-1957  | «Странствующая певица» (天涯歌女) «Шанхайские ночи» (夜上海) «Когда ты вернёшься?» (何日君再來) «Песня о четырёх времена года» (四季歌) «Желтые листья танцуют на осеннем ветру» (黃葉舞秋風)  |